# Nadie me quita lo bailao
Nadie me quita lo bailao es una serie de televisión colombiana producida por Fox Telecolombia para RCN Televisión basada en la vida del bailarín y creador de  Zumba Beto Pérez. Esta protagonizada por Julián Román, Fernando Solórzano y Alejandra Ávila.

## Sinopsis
Alberto “Beto” Pérez nació sin papá y sin dinero, con una mamá luchando a toda hora para poder sacarlo adelante. Lo golpearon en el colegio, lo golpeó la vida cada vez que quiso triunfar, pero no pudieron golpear ni callar su mayor talento: bailar.
Beto Pérez es el creador de Zumba, una de las empresas más exitosas y revolucionarias del mundo del fitness, con más 20 millones de seguidores que bailan todos los días sus coreografías para mejorar la salud y alegrar el alma. Ésta
es su historia.

## Reparto
- Julián Román es Beto Pérez[3]
- Alejandra Ávila es Sandra Izquierdo
- Fernando Solórzano es Don Carlos
- Silvia de Dios es Liliana Guzmán
- Pedro Andrés Calvo es Ronni Ramírez
- Alejandro Palacio es Sandro
- Erik Joel Rodríguez es Juan Tróchez
- Omar Murillo es El Negro Mina
- Alejandra Taborda Mena es Karina Asprilla
- Libby Brien es Laura
- Isabella Santiago es Mónica Tróchez